# Варнава (Фотарас)
Митрополит Варна́ва Фотара́с (греч. Μητροπολίτης Βαρνάβας Φωταράς; 1921, Александрия — 10 мая 1993) — епископ Александрийской православной церкви, митрополит Пилусийский.

## Биография
В 1942 году был рукоположён в сан диакона.
В 1951 году окончил Богословскую школу Афинского университета и в том же году рукоположён в сан пресвитера.
6 декабря 1958 года хиротонисан в титулярного епископа Мареотидского.
14 ноября 1968 году избран митрополитом Пилусийским.
4 мая 1972 года присутствовал при встрече Патриарха Московского и всея Руси Пимена, прибывшего в Каир, и Патриарха Александрийского Николая VI.
С 9 июля 1986 года по 27 февраля 1987 года являлся местоблюстителем Александрийского патриаршего престола.
Скончался 10 мая 1993 года.